# بک جین هی
بک جین هی (کره‌ای: 백진희؛ زادهٔ ۸ فوریه ۱۹۹۰) بازیگر اهل کره جنوبی است. او به خاطر ایفای نقش در ضربه عالی انتقام پاکوتاه (۲۰۱۱–۲۰۱۲) شناخته شد و به خاطر حضور در ملکه کی (۲۰۱۳) به شهرت رسید.

## فیلم‌شناسی

### مجموعه تلویزیونی
| سال  | عنوان                    | نقش            | توضیحات                | منابع  |
| ---- | ------------------------ | -------------- | ---------------------- | ------ |
| ۲۰۰۸ | جرم، فصل ۲               |                |                        |        |
| ۲۰۰۹ | هزاران بار عاشقتم        | گو اون جونگ    |                        | [ ۲ ]  |
| ۲۰۱۰ | دراما سیتی – باغ گل مخفی | پارک یو جین    | درام تک قسمتی          | [ ۳ ]  |
| ۲۰۱۱ | دراما سیتی – نمایش مو    | لی یونگ وون    | درام تک قسمتی          | [ ۴ ]  |
| ۲۰۱۱ | ضربه عالی انتقام پاکوتاه | بک جین هی      |                        | [ ۵ ]  |
| ۲۰۱۲ | جون وو چی                | لی هه ریونگ    |                        | [ ۶ ]  |
| ۲۰۱۳ | پات آو گلد               | جونگ مونگ هیون |                        | [ ۷ ]  |
| ۲۰۱۳ | ملکه کی                  | تاناشیری       |                        | [ ۸ ]  |
| ۲۰۱۴ | مثلث                     | اوه جونگ هی    |                        | [ ۹ ]  |
| ۲۰۱۴ | غرور و تعصب              | هان یول مو     |                        | [ ۱۰ ] |
| ۲۰۱۵ | دختر من گوم سا وول       | گوم سا وول     |                        | [ ۱۱ ] |
| ۲۰۱۷ | نه گمشده                 | را بونگ هی     |                        | [ ۱۲ ] |
| ۲۰۱۷ | شعبده‌بازان               | جا یون جی      |                        | [ ۱۲ ] |
| ۲۰۱۸ | بیا بخوریم ۳             | لی جی وو       |                        | [ ۱۳ ] |
| ۲۰۱۸ | حس خوب برای مردن         | لی رو دا       |                        | [ ۱۴ ] |
| ۲۰۱۹ | همشهریان من              | تازه عروس      | حضور افتخاری (قسمت ۱۴) | [ ۱۵ ] |
| ۲۰۲۲ | تشویق آخر                | جین سوک        | حضور افتخاری (قسمت ۹)  | [ ۱۶ ] |
| ۲۰۲۳ | اصل کاری                 | اوه یون دو     |                        | [ ۱۷ ] |

### مجموعه اینترنتی
| سال  | عنوان       | نقش | توضیحات               | منابع |
| ---- | ----------- | --- | --------------------- | ----- |
| ۲۰۲۰ | عشق من هولو | صدا | حضور افتخاری (قسمت ۶) |       |

### ورایتی شو
| سال  | عنوان     | توضیحات           | منابع  |
| ---- | --------- | ----------------- | ------ |
| ۲۰۱۴ | قانون شهر | عضو گروه بازیگران | [ ۱۸ ] |

### موزیک ویدئو
| سال  | نام آهنگ        | آرتیست     | منابع  |
| ---- | --------------- | ---------- | ------ |
| ۲۰۱۰ | «ایستگاه»       | لی سوک هون | [ ۱۹ ] |
| ۲۰۱۴ | «یک دو سه چهار» | د وان      | [ ۲۰ ] |